# Athies (Somme)
Pour les articles homonymes, voir Athies.
Athies est une commune française située dans le département de la Somme en région Hauts-de-France.

## Géographie

### Localisation

#### Communes limitrophes

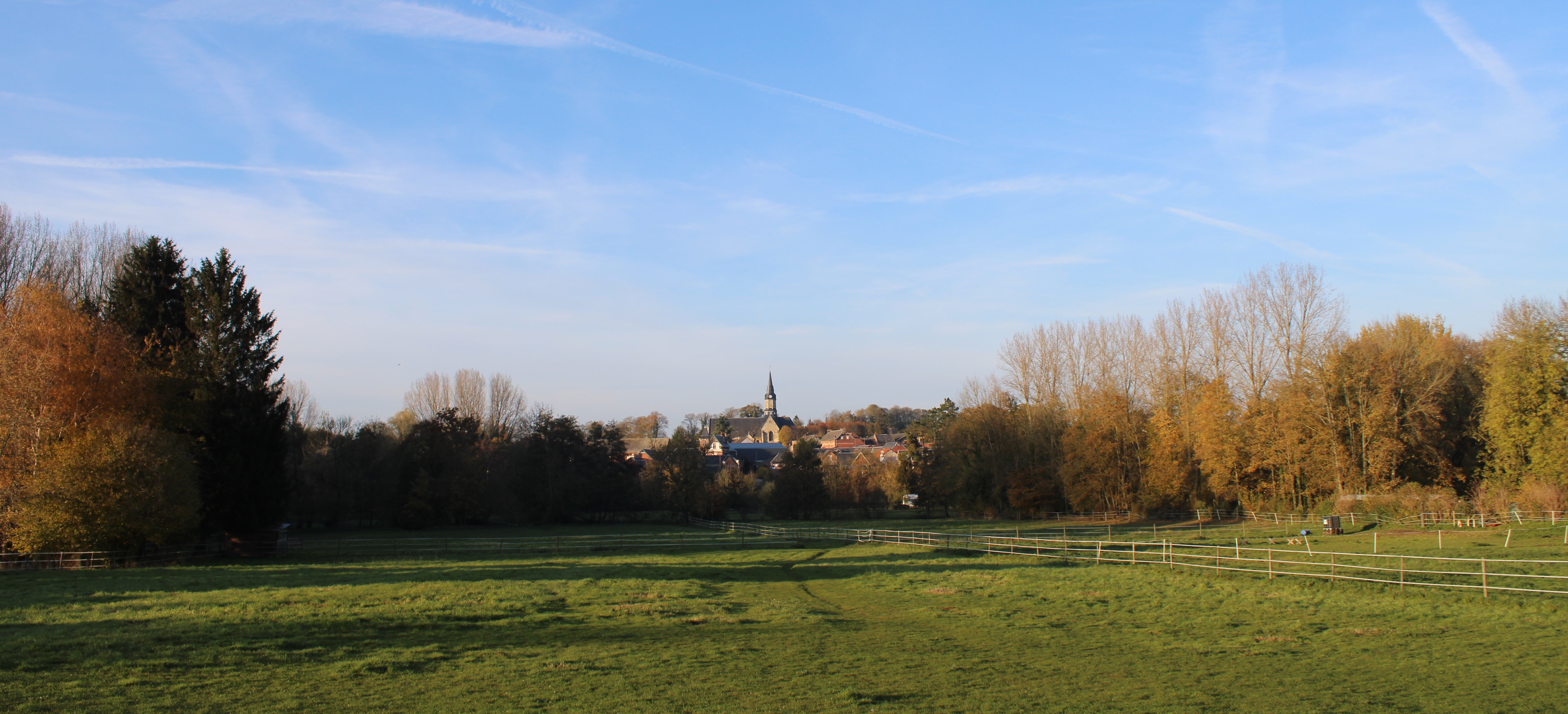
Panorama du village depuis Devise.

Les communes limitrophes sont  Brie, Croix-Moligneaux, Devise, Ennemain, Estrées-Mons, Quivières et Saint-Christ-Briost.
| Brie                |                  | Mons-en-Chaussée |
| Saint-Christ-Briost | Athies           | Devise           |
| Ennemain            | Croix-Moligneaux | Quivières        |

### Description

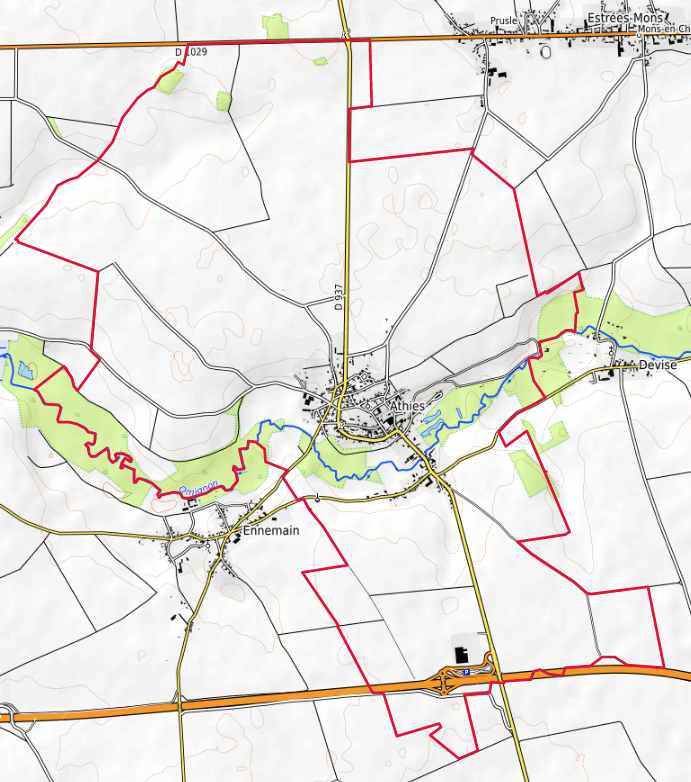
Carte topographique de la commune.

Athies est un village picard du Santerre, situé dans la vallée de l'Omignon et traversé par l'ancien tracé de la route nationale 37 (actuelle RD 937).
L'ex-route nationale 29 (actuelle RD 1029) passe en limite nord du territoire communal tandis qu'une sortie de l'A29 a été aménagée en limite sud.
En 2019, la localité est desservie par les autocars du réseau inter-urbain Trans'80, Hauts-de-France (ligne no 51, Mesnil-Bruntel - Saint-Christ-Briost - Ham).

### Hydrographie

#### Réseau hydrographique
La commune est située dans le bassin Artois-Picardie. Elle est drainée par l'Omignon.
L'Omignon, d'une longueur de 32 km, prend sa source dans la commune de Bellenglise et se jette  dans la Somme à Brie, après avoir traversé 16 communes.

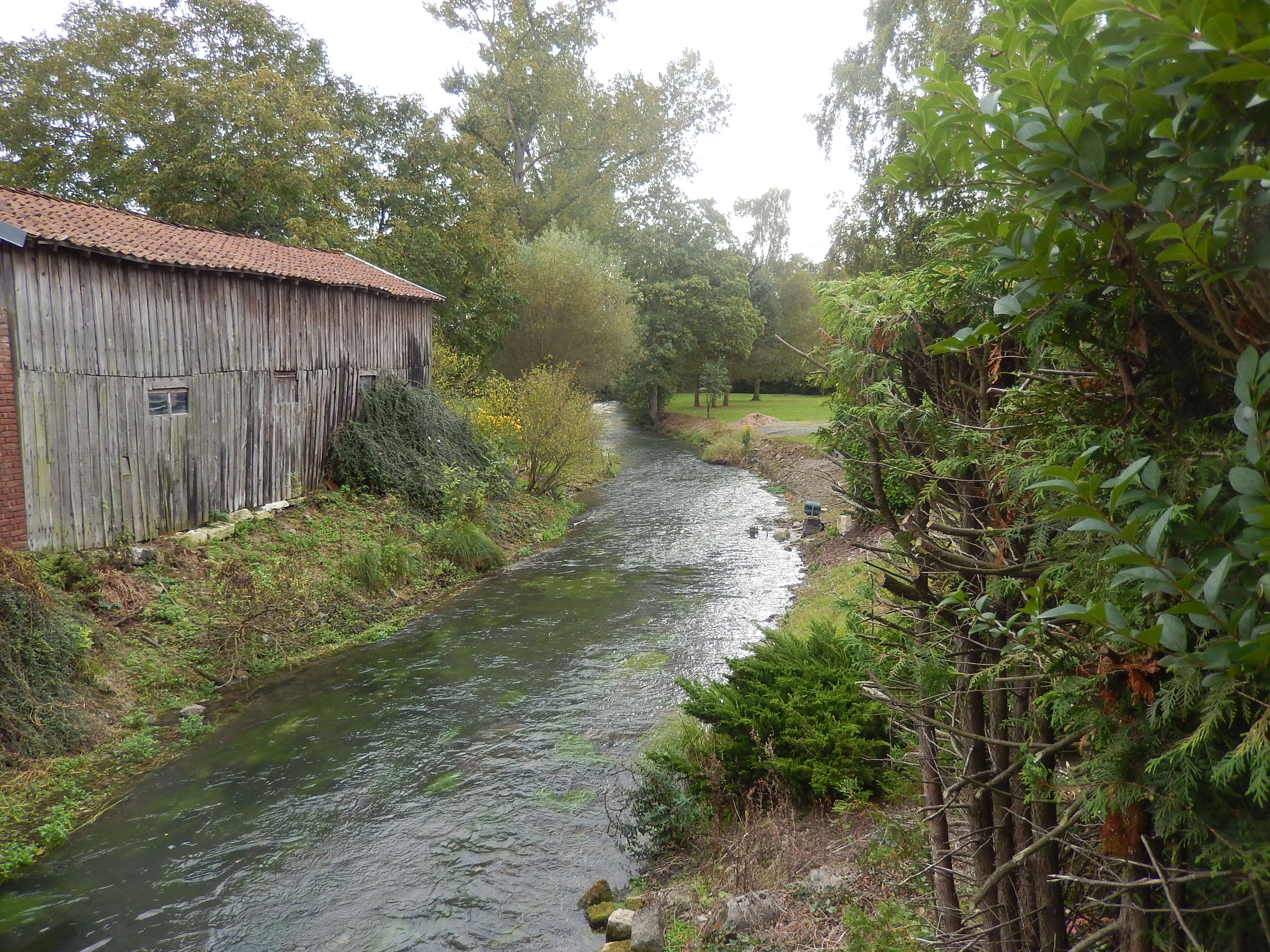
L'Omignon à Athies (Somme) en 2014.
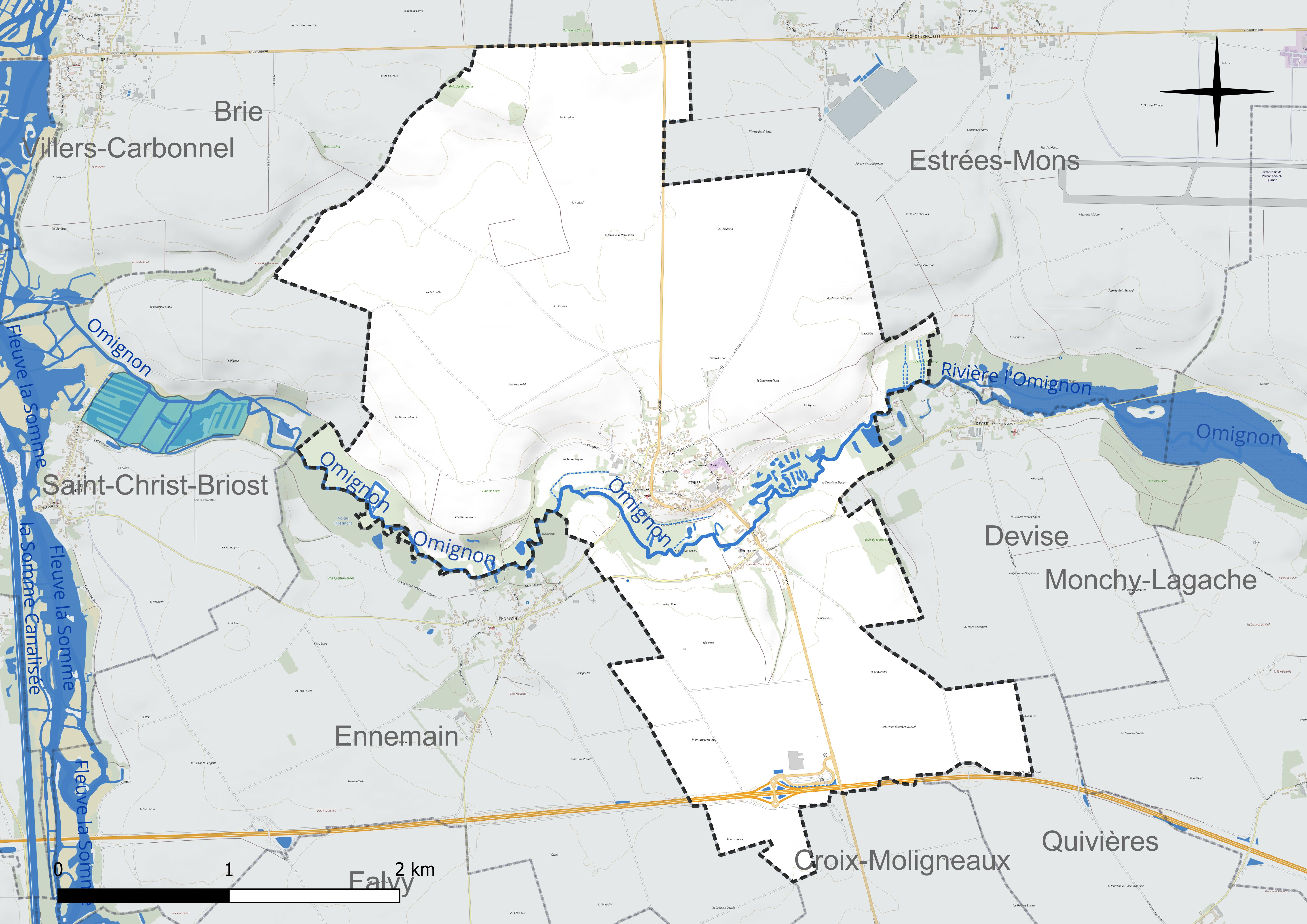
Réseau hydrographique d'Athies.

#### Gestion et qualité des eaux
Le territoire communal est couvert par le schéma d'aménagement et de gestion des eaux (SAGE) « Haute Somme ». Ce document de planification concerne un territoire de 1 798 km2 de superficie, délimité par le bassin versant de la Haute Somme est constitué d'un réseau hydrographique complexe de cours d'eau, de marais, d'étangs et de canaux. Le périmètre a été arrêté le 21 avril 2006 et le SAGE proprement dit a été approuvé le 15 juin 2017. La structure porteuse de l'élaboration et de la mise en œuvre est le syndicat mixte d'aménagement hydraulique du bassin versant de la Somme (AMEVA).
La qualité des cours d'eau peut être consultée sur un site dédié géré par les agences de l'eau et l'Agence française pour la biodiversité.

### Climat
Pour des articles plus généraux, voir Climat des Hauts-de-France et Climat de la Somme.
En 2010, le climat de la commune est de type climat océanique dégradé des plaines du Centre et du Nord, selon une étude du CNRS s'appuyant sur une série de données couvrant la période 1971-2000. En 2020, Météo-France publie une typologie des climats de la France métropolitaine dans laquelle la commune est exposée à un climat océanique et est dans la région climatique Nord-est du bassin Parisien, caractérisée par un ensoleillement médiocre, une pluviométrie moyenne régulièrement répartie au cours de l'année et un hiver froid (3 °C).
Pour la période 1971-2000, la température annuelle moyenne est de 10,4 °C, avec une amplitude thermique annuelle de 14,9 °C. Le cumul annuel moyen de précipitations est de 717 mm, avec 11,8 jours de précipitations en janvier et 8,9 jours en juillet. Pour la période 1991-2020, la température moyenne annuelle observée sur la station météorologique la plus proche, située sur la commune d'Estrées-Mons à 3 km à vol d'oiseau, est de 11,0 °C et le cumul annuel moyen de précipitations est de 647,5 mm,. Pour l'avenir, les paramètres climatiques de la commune estimés pour 2050 selon différents scénarios d'émission de gaz à effet de serre sont consultables sur un site dédié publié par Météo-France en novembre 2022.
| Mois                                  | jan.           | fév.             | mars           | avril           | mai           | juin          | jui.           | août           | sep.          | oct.          | nov.            | déc.           | année      |
| ------------------------------------- | -------------- | ---------------- | -------------- | --------------- | ------------- | ------------- | -------------- | -------------- | ------------- | ------------- | --------------- | -------------- | ---------- |
| Température minimale moyenne (°C)     | 1,3            | 1,4              | 3,3            | 5,1             | 8,5           | 11,2          | 13             | 13             | 10,4          | 7,8           | 4,5             | 1,9            | 6,8        |
| Température moyenne (°C)              | 3,7            | 4,3              | 7,3            | 10,1            | 13,6          | 16,4          | 18,7           | 18,6           | 15,5          | 11,6          | 7,3             | 4,3            | 11         |
| Température maximale moyenne (°C)     | 6,1            | 7,2              | 11,2           | 15,1            | 18,6          | 21,6          | 24,4           | 24,3           | 20,5          | 15,4          | 10,1            | 6,6            | 15,1       |
| Record de froid (°C) date du record   | −15,8 07.01.09 | −12,7 07.02.1991 | −10,2 13.03.13 | −3,3 21.04.1991 | −1 07.05.1997 | 1,5 05.06.12  | 4,6 11.07.1993 | 4,6 29.08.1989 | 0,7 30.09.18  | −4,8 29.10.03 | −9,1 24.11.1998 | −12,5 18.12.10 | −15,8 2009 |
| Record de chaleur (°C) date du record | 14,7 09.01.15  | 18,6 26.02.19    | 24 31.03.21    | 27 20.04.18     | 30,9 28.05.17 | 34,9 18.06.22 | 41,9 25.07.19  | 38,4 12.08.03  | 34,4 15.09.20 | 27,6 01.10.11 | 19,8 07.11.15   | 16,6 07.12.00  | 41,9 2019  |
| Précipitations (mm)                   | 49,6           | 43,8             | 45,8           | 37,1            | 58,8          | 59,8          | 56,6           | 65,2           | 51,3          | 58,2          | 57,9            | 63,4           | 647,5      |

## Urbanisme

### Typologie
Au 1er janvier 2024, Athies est catégorisée commune rurale à habitat dispersé, selon la nouvelle grille communale de densité à sept niveaux définie par l'Insee en 2022.
Elle est située hors unité urbaine. Par ailleurs la commune fait partie de l'aire d'attraction de Péronne, dont elle est une commune de la couronne,. Cette aire, qui regroupe 52 communes, est catégorisée dans les aires de moins de 50 000 habitants,.

### Occupation des sols

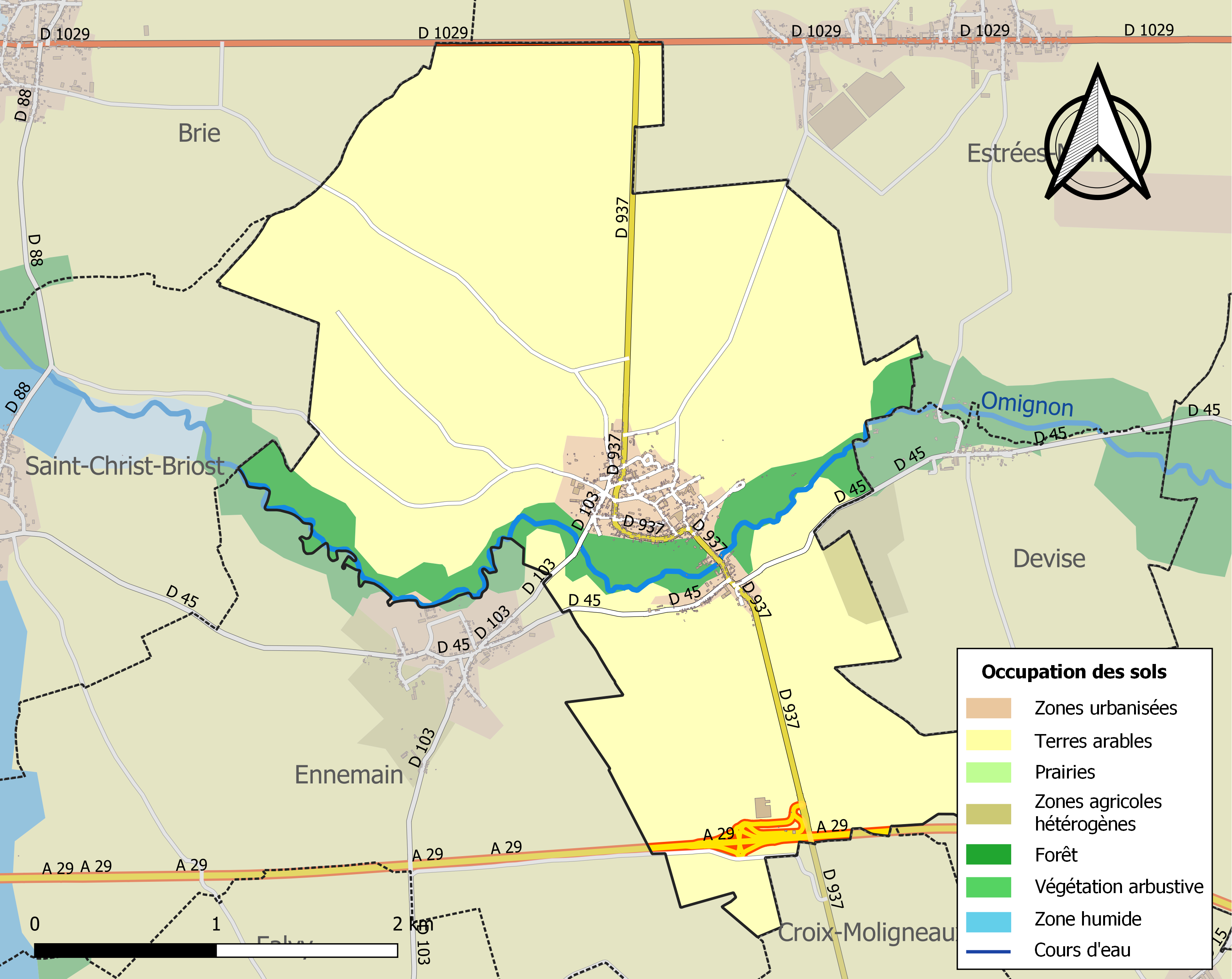
Carte des infrastructures et de l'occupation des sols de la commune en 2018 (CLC).

L'occupation des sols de la commune, telle qu'elle ressort de la base de données européenne d'occupation biophysique des sols Corine Land Cover (CLC), est marquée par l'importance des territoires agricoles (87,7 % en 2018), une proportion sensiblement équivalente à celle de 1990 (87,8 %). La répartition détaillée en 2018 est la suivante : 
terres arables (86,9 %), forêts (7,7 %), zones urbanisées (4,6 %), zones agricoles hétérogènes (0,7 %). L'évolution de l'occupation des sols de la commune et de ses infrastructures peut être observée sur les différentes représentations cartographiques du territoire : la carte de Cassini (XVIIIe siècle), la carte d'état-major (1820-1866) et les cartes ou photos aériennes de l'IGN pour la période actuelle (1950 à aujourd'hui).

### Habitat et logement
En 2018, le nombre total de logements dans la commune était de 278, alors qu'il était de 264 en 2013 et de 277 en 2008.
Parmi ces logements, 83,9 % étaient des résidences principales, 3,2 % des résidences secondaires et 12,9 % des logements vacants. Ces logements étaient pour 97,5 % d'entre eux des maisons individuelles et pour 2,5 % des appartements.
Le tableau ci-dessous présente la typologie des logements à Athies en 2018 en comparaison avec celle de la Somme et de la France entière. Une caractéristique marquante du parc de logements est ainsi une proportion de résidences secondaires et logements occasionnels (3,2 %) inférieure à celle du département (8,3 %) et à celle de la France entière (9,7 %). Concernant le statut d'occupation de ces logements, 83,3 % des habitants de la commune sont propriétaires de leur logement (81,4 % en 2013), contre 60,3 % pour la Somme et 57,5 % pour la France entière.
| Typologie                                               | Athies | Somme | France entière |
| ------------------------------------------------------- | ------ | ----- | -------------- |
| Résidences principales (en %)                           | 83,9   | 83,3  | 82,1           |
| Résidences secondaires et logements occasionnels (en %) | 3,2    | 8,3   | 9,7            |
| Logements vacants (en %)                                | 12,9   | 8,4   | 8,2            |

## Toponymie
Atteiœ est mentionné au VIe siècle dans La Vie de sainte Radegonde de Fortunat. Un diplôme du roi Lothaire nous procure Atheyœ en 974. Atheyas est fourni par l'évêque Baudry dans un cartulaire de Noyon de 1100. Déjà, Honoré, évêque de Noyon écrit Athies en 1138 dans un cartulaire de son évêché.
Les graphies Atis, Athis, Aties sont également relevées au cours des siècles.
Il s'agit d'une formation semblable à tous les Athée, Athie, Athies, Athis du domaine d'oïl qui remontent tous au gaulois attegia (hutte, cabane). Il se décompose en ad- (préverbe) et tegia (maison) (cf. v. irlandais teg, v. breton tig, breton ti "maison").
La commune est dénommée Athie en picard.

## Histoire
Des substructions d'une villa gallo-romaine ont été retrouvées au Bois Saint-Jean par photographies aériennes,, ainsi qu'au Chemin de Croix et des vases romains ont été découverts dans le village.
L'histoire d'Athies est émaillée de nombreux faits de guerre et de dévastations.
- Les Romains on dévasté le village, si bien qu'on l'appelait encore « la ville désolée » au IIIe siècle[15].
- Le village correspond à une ancienne ville fortifiée, résidence royale des rois de la « première race »[15].
- Les Normands n'ont pas manqué de perpétrer à Athies un de leurs nombreux pillages[15].
- Lors de la guerre de Cent Ans, les Bourguignons font à leur tour  en 1406 de nombreuses destructions[15].
- La localité est dotée, au Moyen Âge, d'une charte de commune.
- En 1648, à la fin de la guerre de Trente Ans, les Espagnols  brûlent et pillent le village, dont ils arasent les fortifications. Un massacre a lieu dans le cimetière. De nouveau, en 1676, les Espagnols détruisent le village, son église et l'hospice Sainte-Radegonde[20].

La sucrerie
Une sucrerie est construite dans le village en 1826 par Privat Théry (1800-1869), entre la rue de l'Abbaye, la rue Marin - qui n'existe plus - la rue du Pavé et la rue du Gourdin. Le fils de Privat, Louis (1828-1878), en prend ensuite la direction et devient maire du village de 1851 à sa mort.
La sucrerie employait de 150 à 200 personnes pendant la saison - de septembre à décembre - Elle faisait vivre de nombreuses familles du village et était l'une des plus importantes de la région.
L'électricité était fournie pendant la saison de production par trois grosses machines à vapeur. Après 1907 et en dehors de la période de production, le courant venait d'un alternateur installé à l'emplacement du moulin.
Le Tortillard
Le village a été desservi de 1889 à 1948 par une gare sur la ligne de chemin de fer secondaire à voie métrique des chemins de fer départementaux de la Somme reliant Albert à Ham.
Un embranchement particulier a été réalisé pour relier la ligne à la sucrerie installée face à l'église. Lors de sa construction, des sarcophages mérovingiens sont découverts. Les voies furent démontées sous l'occupation allemande lors de la Première Guerre mondiale. On trouve à Athies les vestiges d'un ancien pont de cette ligne.
Un bureau de poste est créé à Athies en 1840, avec monsieur Pointier pour directeur. Le télégraphe arrive en 1866, suivi du téléphone en 1909.
Première Guerre mondiale
Le village a beaucoup souffert des affrontements liés au conflit et a été occupé par l'armée allemande. Dès octobre 1914 une Kommandantur s'installe à Athies et réquisitionne sucre, charbon, vins, etc. Les villageois sont mis à contribution pour fournir des vivres. En 1915, la sucrerie d'Athies est démontée par les Allemands afin d'en récupérer les matériaux,.
En 1916, durant la bataille de la Somme, la Kommandantur installée d'Athies  ordonne l'évacuation du village : le convoi s'ébranle et traverse Devise, Montescourt, Méreaucourt, Tertry, Caulaincourt et Vermand. De là avec des wagons à bestiaux et à marchandises, ils sont dirigés vers Saint-Quentin. À partir du 5 octobre des obus dévastent l'église.
La zone est dévastée par les combats de 1917,.
À la fin de la guerre, la commune est considérée comme totalement détruite. Elle a été décorée de la Croix de guerre 1914-1918 le 27 octobre 1920.

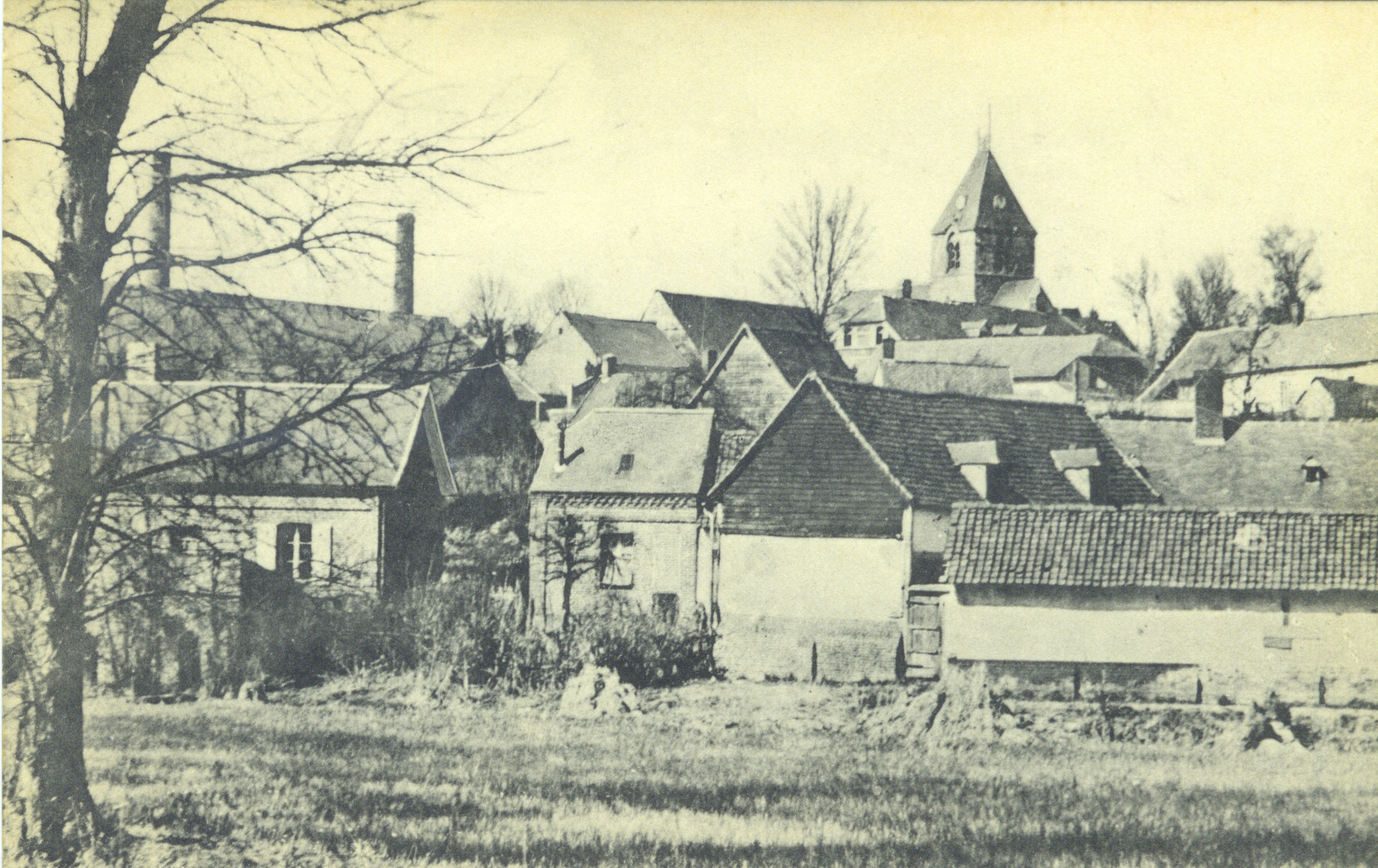
Le village, pendant la Première Guerre mondiale, avant sa destruction (carte postale allemande).
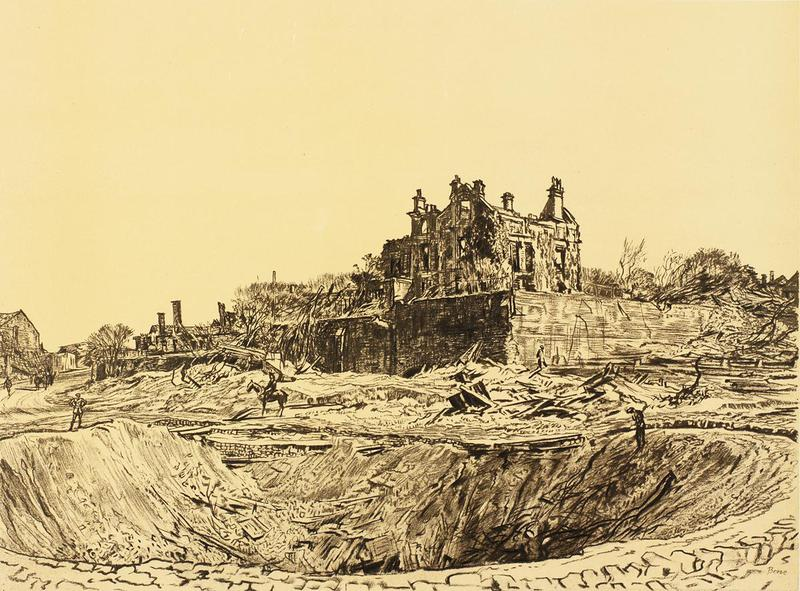
Le grand cratère à Athies (dessin de guerre de Muirhead Bone, 1918).

Après la guerre, les dommages de guerre de différentes sucreries locales de l'Aisne et de la Somme sont rassemblés pour constituer la CNSR (Compagnie Nouvelle des Sucreries Réunies). Les vestiges de la sucrerie d'Athies sont rachetés par la CNSR d'Eppeville créée en 1919.

## Politique et administration

### Rattachements administratifs et électoraux
La commune se trouve dans l'arrondissement de Péronne du département de la Somme. Pour l'élection des députés, elle fait partie depuis 1958 de la cinquième circonscription de la Somme.
Après avoir été chef-lieu d'un fugace canton d'Athies en 1793, elle intègre en 1801 le canton de Ham. Dans le cadre du redécoupage cantonal de 2014 en France, ce canton, dont la commune fait toujours partie, est modifié, passant de 19 à 67 communes.

### Intercommunalité
La commune faisait partie depuis 2007 de la communauté de communes du Pays Hamois, qui succédait au district de Ham, créé en 1960, et qui a intégré depuis plusieurs communes.
La loi portant nouvelle organisation territoriale de la République (Loi NOTRe) du 7 août 2015, prévoyant que les établissements publics de coopération intercommunale (EPCI) à fiscalité propre doivent avoir un minimum de 15 000 habitants, le schéma départemental de coopération intercommunale (SDCI) arrêté par le préfet de la Somme le 30 mars 2016 prévoit notamment la fusion des communautés de communes du Pays Hamois et celle du Pays Neslois, afin de constituer une intercommunalité de 42 communes groupant 20 822 habitants, et précise qu'il « s'agit d'un bassin de vie cohérent dans lequel existent déjà des migrations pendulaires entre Ham et Nesle. Ainsi Ham offre des équipements culturels, scolaires et sportifs (médiathèque et auditorium de musique de grande capacité, lycée professionnel, complexe nautique), tandis que Nesle est la commune d'accueil de grandes entreprises de l'agroalimentaire ainsi que de leurs sous-traitants ».
La fusion intervient le 1er janvier 2017 et la nouvelle structure, dont la commune fait désormais partie, prend le nom de communauté de communes de l'Est de la Somme,.

### Liste des maires
| Période                                  | Période                   | Identité              | Étiquette | Qualité                                 |
| ---------------------------------------- | ------------------------- | --------------------- | --------- | --------------------------------------- |
| Les données manquantes sont à compléter. |                           |                       |           |                                         |
|                                          |                           |                       |           |                                         |
| 1851                                     | 1878                      | Louis Théry           |           | Propriétaire de la sucrerie             |
|                                          |                           |                       |           |                                         |
| avant 1968                               |                           | Jean-Louis Nouguier   |           |                                         |
|                                          |                           |                       |           |                                         |
| mars 1983                                | 1995                      | Annie Paerels         |           |                                         |
| mars 1995                                | 2008                      | Marie-Paule Verbrugge |           |                                         |
| mars 2008                                | 2014                      | Pierre Fenot          |           |                                         |
| avril 2014                               | En cours (au 6 juin 2023) | Alain Acquaire        | DVD       | Artisan Réélu pour le mandat 2020-2026, |

## Équipements et services publics

### Enseignement
Les enfants de la commune sont scolarisés à Monchy-Lagache au sein d'un regroupement pédagogique intercommunal qui regroupe  Monchy-Lagache, Athies, Devise et Tertry. Cent-quatre enfants sont attendus à la rentrée 2017-2018.
Le Sisco des Étangs de la Haute-Somme assure la gestion financière.

### Postes et télécommunications
Athies, qui disposait d'un bureau de poste depuis 1849, a subi sa transformation en agence postale communale en 2009. Afin de la rendre accessible aux personnes handicapées, celle-ci est déplacée en janvier 2017 à la mairie.

### Santé et solidarité
La commune accueille une résidence pour personnes âgées, la résidence Sainte-Radegonde., équipement public créé en 1970 à l'initiative de la commune, ainsi qu'une pharmacie. Le médecin du village a pris sa retraite fin 2016, et n'est pas remplacé. L'établissement (EHPAD) compte 84 résidents en mars 2020.

## Population et société

### Démographie
L'évolution du nombre d'habitants est connue à travers les recensements de la population effectués dans la commune depuis 1793. Pour les communes de moins de 10 000 habitants, une enquête de recensement portant sur toute la population est réalisée tous les cinq ans, les populations de référence des années intermédiaires étant quant à elles estimées par interpolation ou extrapolation. Pour la commune, le premier recensement exhaustif entrant dans le cadre du nouveau dispositif a été réalisé en 2006.

En 2022, la commune comptait 613 habitants, en évolution de +3,03 % par rapport à 2016 (Somme : −1,26 %, France hors Mayotte : +2,11 %).
| 1793 | 1800 | 1806 | 1821 | 1831 | 1836 | 1841 | 1846 | 1851 |
| ---- | ---- | ---- | ---- | ---- | ---- | ---- | ---- | ---- |
| 760  | 738  | 725  | 770  | 766  | 876  | 859  | 860  | 929  |

| 1856  | 1861  | 1866  | 1872  | 1876  | 1881  | 1886  | 1891  | 1896  |
| ----- | ----- | ----- | ----- | ----- | ----- | ----- | ----- | ----- |
| 1 004 | 1 072 | 1 112 | 1 110 | 1 157 | 1 148 | 1 109 | 1 123 | 1 132 |

| 1901  | 1906  | 1911  | 1921 | 1926 | 1931 | 1936 | 1946 | 1954 |
| ----- | ----- | ----- | ---- | ---- | ---- | ---- | ---- | ---- |
| 1 091 | 1 086 | 1 023 | 678  | 672  | 633  | 578  | 543  | 619  |

| 1962 | 1968 | 1975 | 1982 | 1990 | 1999 | 2006 | 2011 | 2016 |
| ---- | ---- | ---- | ---- | ---- | ---- | ---- | ---- | ---- |
| 549  | 495  | 607  | 600  | 633  | 632  | 637  | 611  | 595  |

| 2021 | 2022 | - | - | - | - | - | - | - |
| ---- | ---- | - | - | - | - | - | - | - |
| 605  | 613  | - | - | - | - | - | - | - |

### Sports et loisirs
La société de longue paume d'Athies compte 89 licenciés en 2016. Trois de ses équipes ont participé aux demi-finales du championnat de France 2017.

### Cultes
La paroisse d'Athies, recréée en 1997, regroupe 14 villages et appartient au secteur apostolique de la Haute-Somme avec la paroisse Notre-Dame-de-l'Assomption (Ham et villages avoisinants) et la paroisse Notre-Dame (Nesle et environs).

### Manifestations culturelles et festivités
Le village a accueilli une étape du Tour de Picardie 2015.
Le championnat de France de longue paume a lieu à Athies le 6 juillet 2017.

## Culture locale et patrimoine

### Lieux et monuments
On peut noter : 
- Au lieu-dit les Pendants ou le Bois Saint-Jean, vestiges d'une villa gallo-romaine : cave avec niches semi-circulaires, absides[53], céramiques et monnaies.
- L'emplacement exact du palais mérovingien d'Athies n'est pas connu.
- Église Notre-Dame-de-l'Assomption[54],[55],[56], du XIIe siècle, dont Il ne reste plus, après les destructions de l'attaque de 1916[57],[58],[59],[60], que quelques vestiges ainsi que l'intégralité du portail sud[61] du XIIIe siècle.

La tour, les voûtes et le clocher furent reconstruits de 1929 à 1931 par la Société coopérative de reconstruction des églises dévastées du diocèse d'Amiens. L'atelier Gaudin réalise de 1930 à 1931 la coupole en dalles de verre de la croisée du transept ainsi que la totalité des vitraux de la nef et du chœur.
Le portail sud du XIIIe siècle comporte des colonnes surmontées de chapiteaux à voussures sculptées.
Au tympan, figurent des sculptures représentant la Naissance du Christ et la Fuite d'Égypte (restaurées en 2008).

L'église Notre-Dame-de-l'Assomption
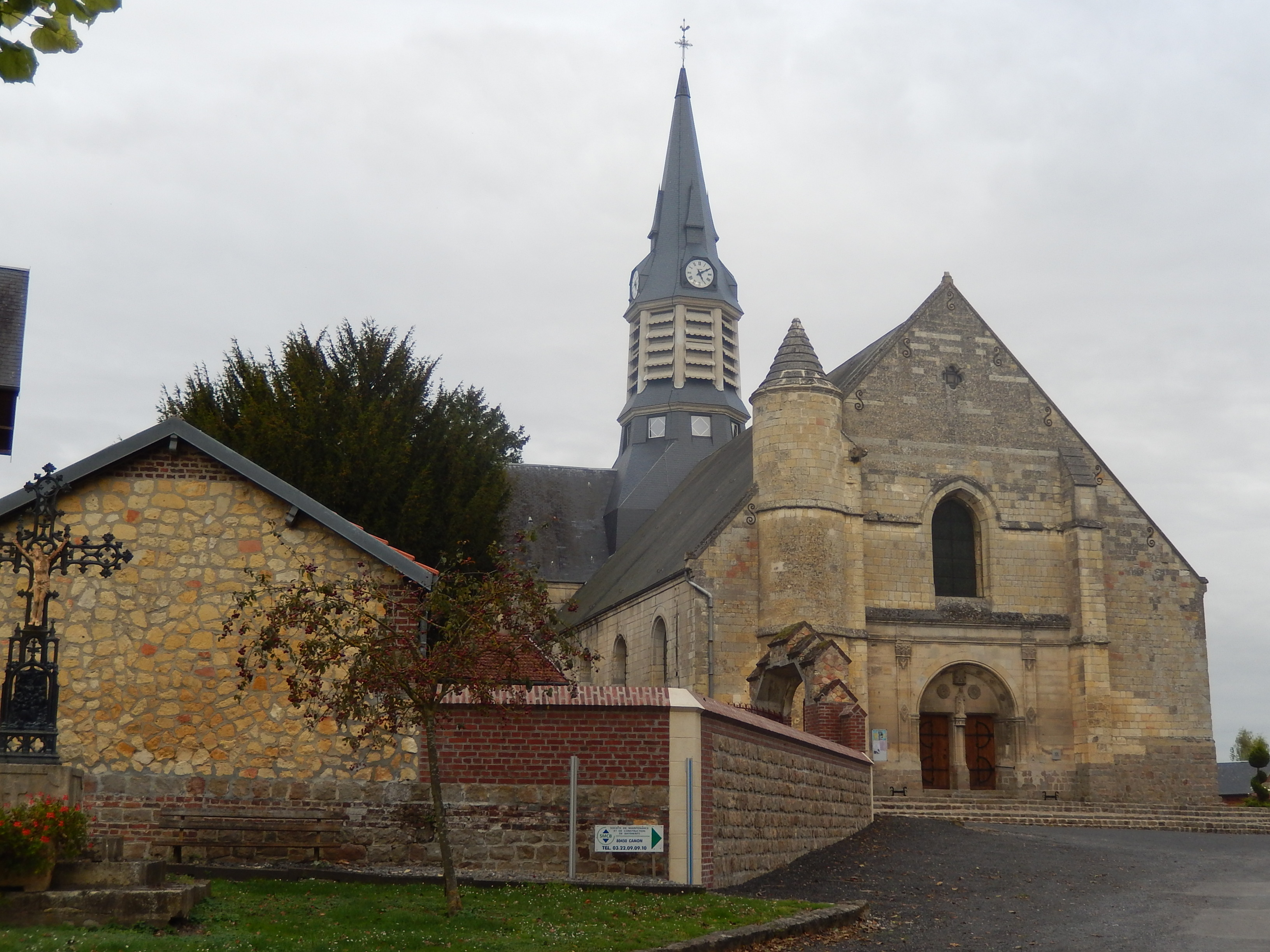
Façade de l'église, surmontée de son clocher moderne.
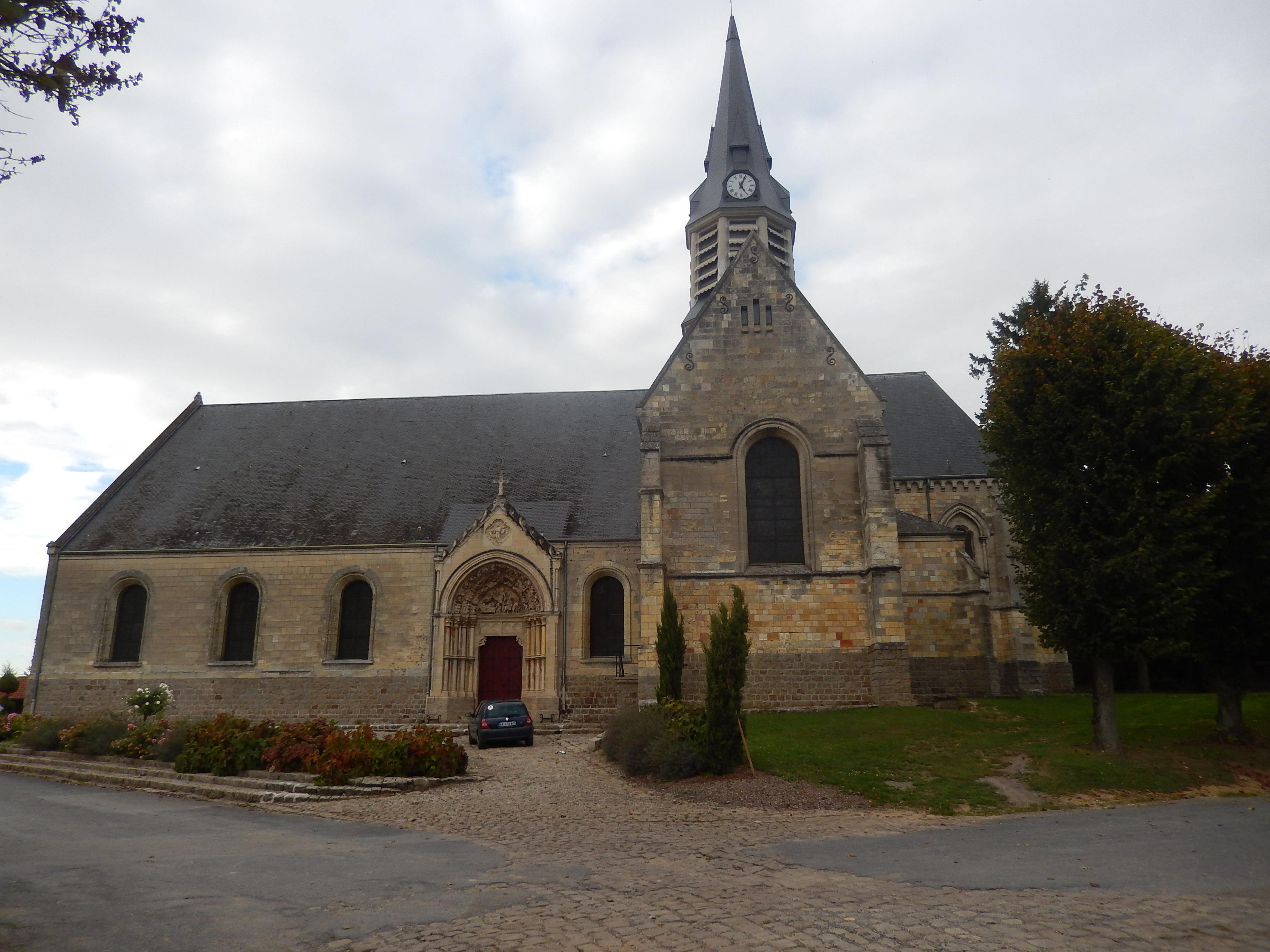
Nef de l'église.
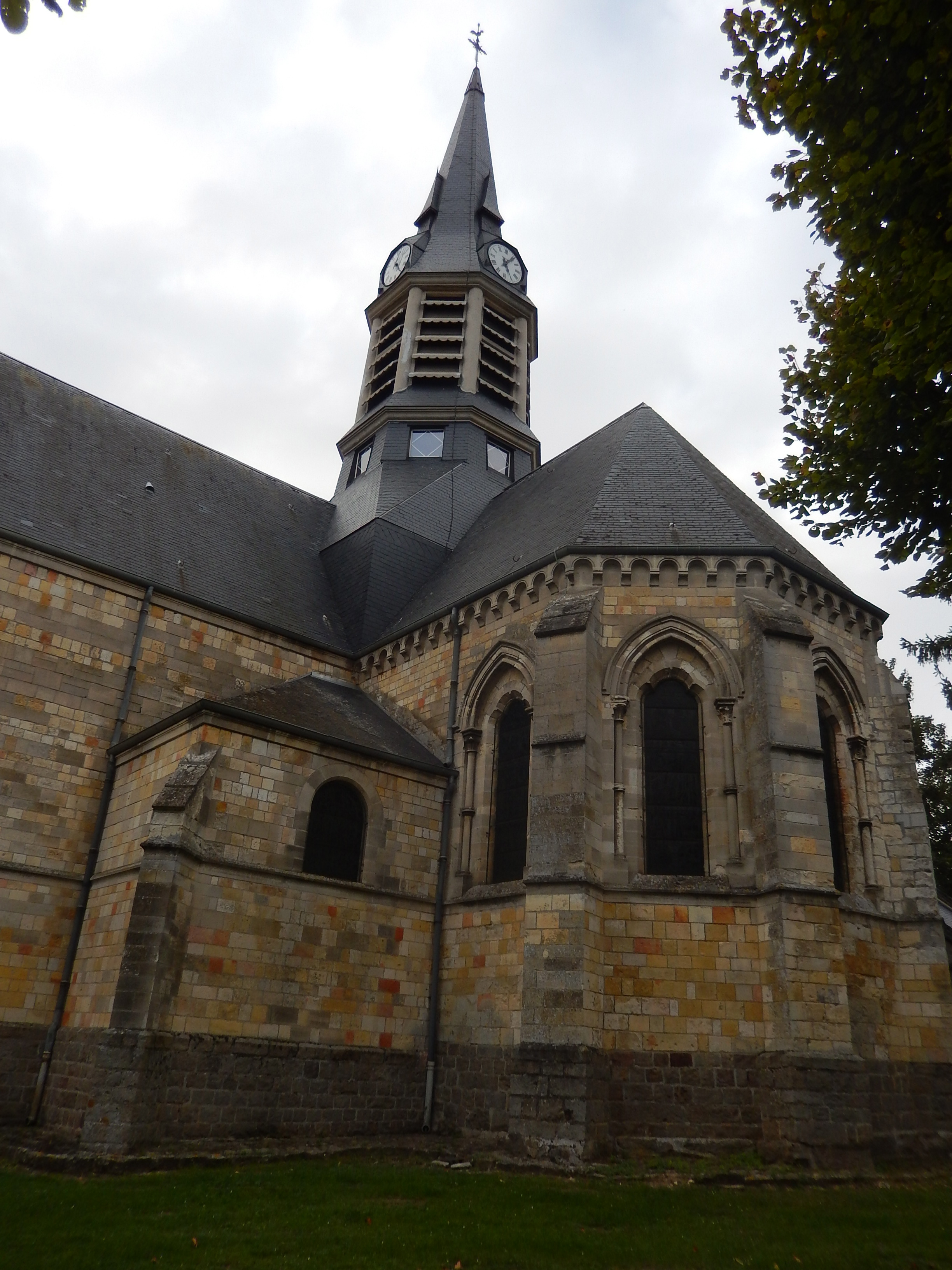
Le chevet.

- Quelques vestiges des anciennes fortifications, sous la forme de remparts[66].
- Calvaire des Bourguignons[66].
- Grotte de Lourdes reconstituée, près de l'église. Bâtie en 1963 avec des pierres provenant de l'ancien cimetière[67].

### Personnalités liées à la commune
- Radegonde de Poitiers (sainte Radegonde), née vers 519 à Erfurt et décédée en 587 à Poitiers. Princesse thuringienne, prisonnière du roi de Soissons, Clotaire Ier, à l'âge de trois ans. Elle fut détenue dans la villa royale d'Athies pendant une dizaine d'années. Éduquée dans la foi chrétienne, elle devint la quatrième femme du roi Clotaire Ier mais se retira à l'abbaye Sainte-Croix de Poitiers qu'elle avait fondée en 552 ou 553.

### Héraldique
| Blason de Athies | Blason  | D'argent à trois fasces de sable, à la barre de gueules brochant sur le tout. |
| Blason de Athies | Détails | Le statut officiel du blason reste à déterminer.                              |

## Pour approfondir